# Full Collapse
Full Collapse è il secondo album in studio del gruppo post-hardcore statunitense dei Thursday, pubblicato nel 2001.

## Tracce
1. A0001 – 0:36
2. Understanding in a Car Crash – 4:24
3. Concealer – 2:19
4. Autobiography of a Nation – 3:55
5. A Hole in the World – 3:27
6. Cross Out the Eyes – 4:08
7. Paris in Flames – 4:33
8. I Am the Killer – 3:35
9. Standing on the Edge of Summer – 3:42
10. Wind-Up – 4:23
11. How Long is the Night? – 5:45
12. I1100 – 1:40

## Formazione
- Geoff Rickly – voce
- Tom Keeley – chitarra, voce
- Steve Pedulla – chitarra, voce
- Tim Payne – basso
- Tucker Rule – batteria